# Полтавське військово-політичне училище
Полтавське військово-політичне училище ім. М. В. Фрунзе — радянське військове училище.

## Історія
У 1925 з Харкова в Полтаву передислокована Українська військово-підготовча школа. Розміщена у будинку колишнього Кадетського корпусу (вулиця Жовтнева № 42).
У 1926 школі присвоєно ім'я М. В. Фрунзе.
З 1929 — Полтавська школа перепідготовки командирів запасу РСЧА ім. М. В. Фрунзе.
З 1931 — Полтавські військово-політичні курси ім. М. В. Фрунзе.
З 1932 — Полтавська військово-політична школа ім. М. В. Фрунзе.
З 1937 — Полтавське військово-політичне училище ім. М. В. Фрунзе.
У березні 1938 передислоковане в місто Горький.